# Золотухін Борис Іванович
Золотухін Борис Іванович (нар. 23 грудня 1937, с. Ташла-Тала Кабардино-Балкарської АРСР, Російська Федерація) — радянський військовий діяч, генерал-майор.

## Життєпис
Народився 23 грудня 1937 року в с. Ташла-Тала Кабардино-Балкарської АРСР.
Закінчив:
1957 — Тульське оружейно- технічне училище
1975 — ВПА ім. В. І. Леніна (заочно).
На посаду начальника ДВВПУ призначений з посади начальника політвідділу штабу і управління військ Західного напрямку.
З 1989 року по 1991 рік — начальник ДВВПУ.
У 1991—1992 — начальник військово-політичного відділу Військового інституту.
Звільнений у запас в 1992, проживає в м. Москві.

## Нагороди
- ордени[які?]
- медалі[які?]